# Teologia dziejów
Teologia dziejów – teologiczne rozumienie i badanie dziejów. Według teologii dziejów zarówno początkiem, przebiegiem dziejów i ich końcem rozporządza w sposób wolny Bóg. Stara się ona odkryć jednolity, niezmienny, odsłaniający się w historii plan dziejów uwzględniając iż Bóg włączył się w historyczność w sposób nadprzyrodzony w osobie Jezusa Chrystusa. Teologia dziejów rozróżnia w dziejach wciąż nowe epoki – stan pierwotny, pogaństwo, religie niechrześcijańskie, Stary Testament, Nowy Testament, chrześcijaństwo i Kościół. Poszczególne epoki bada za pomocą własnej etiologii, kerygmatyki, anamnezy, apokaliptyki i eschatologii. Bardziej współczesna protestancka teologia dziejów jest reprezentowana m.in. przez Karla Bartha i Oscara Cullmanna. Katolicka teologia dziejów pozostaje przy schematach wypracowanych przez Ireneusza z Lyonu, Euzebiusza i Augustyna.